# Língua hitita
O hitita (neshili) era a língua falada pelos hititas, povo que formou um império centrado na antiga Hatusa (moderna Boğazköy), no centro-norte da Anatólia (atual Turquia). A língua foi falada desde aproximadamente 1 600 a.C. (e provavelmente antes) até 1 100 a.C. Há alguma atestação de que o hitita e idiomas relacionados continuaram sendo falados na Anatólia durante algumas centenas de anos após o colapso do império hitita e os últimos textos hititas.
O hitita é a mais antiga língua indo-europeia atestada. Devido a diferenças notáveis na sua estrutura e fonologia, alguns dos primeiros filólogos, mais notadamente Warren Cowgill, argumentaram que ela deveria ser classificada como língua-irmã das línguas indo-europeias, e não como língua-filha. Recentemente, porém, a maior parte dos eruditos veio a aceitar o hitita como uma língua-filha tradicional do protoindo-europeu, e alguns estudos mostraram que as suas características excepcionais são principalmente por causa de inovações posteriores.

## Nome
"Hitita" é um nome moderno, escolhido depois da (ainda discutida) identificação da monarquia de Hatusa com os hititas mencionados no Antigo Testamento da Bíblia.
Em textos multilíngues encontrados em sítios hititas, as passagens escritas na língua hitita são precedidas pelo advérbio nesili (ou nasili, nisili), "na [fala] de Nesa (Canés)", uma importante cidade antes da ascensão do Império. Em um caso, o rótulo é Kanisumnili, "na [fala] do povo de Canés".
Embora o Império Hitita fosse composto de povos de muitos contextos étnicos e linguísticos diversos, a língua hitita foi usada na maior parte dos seus textos seculares escritos. Apesar de vários argumentos a respeito da propriedade do termo, "hitita" permanece por convenção o termo mais corrente, embora alguns autores insistam em usar "nesita".

## Escrita
A escrita cuneiforme dos hititas era um silabário com cinco vogais básicas (a, e, i, u, ú) e 112 sílabas (consoante + vogal). Havia também representação em logogramas para o idioma hitita e também para a língua acádia. O sentido da escrita era variável.

## Decifração
A primeira reivindicação concreta quanto à afiliação da língua hitita foi feita por Jørgen Alexander Knudtzon (1902) num livro dedicado a duas cartas entre o rei do Egito e um soberano hitita, encontradas em Tell-El-Amarna, no Egito. Knudtzon argumentou que o hitita era indo-europeu, principalmente com base na morfologia. Embora não possuísse fragmentos bilíngues, ele foi capaz de interpretar parcialmente as duas cartas por causa da natureza formal da correspondência diplomática do período. O seu argumento não foi geralmente aceito, em parte porque as semelhanças morfológicas que ele observou entre o hitita e as línguas indo-europeias podem ser encontradas fora do indo-europeu, e em parte porque a interpretação das cartas foi justificavelmente considerada como incerta.
Knudtzon mostrou-se definitivamente correto quando uma grande quantidade de tabuletas escritas na familiar escrita cuneiforme acádia, mas em uma língua desconhecida, foi descoberta por Hugo Winckler na moderna aldeia de Boğazköy, o antigo sítio de Hatusa, a capital hitita. Baseado em um estudo desse extenso material, Bedřich Hrozný conseguiu analisar a língua. Ele apresentou seu argumento de que a língua é indo-europeia em um escrito publicado em 1915 (Hrozný 1915), que foi logo seguido por uma gramática da língua (Hrozný 1917). O argumento de Hrozný acerca da filiação indo-europeia do hitita foi completamente moderno. Ele focalizou as semelhanças surpreendentes em aspectos idiossincrásicos da morfologia, de ocorrência improvável independentemente, por acaso, e que dificilmente seriam empréstimos. Esses incluíam a alternação r/n em algumas raízes nominais e ablaut vocálico, ambos observados na alternação surpreendente na palavra para água entre o nominativo singular [wadar] e o genitivo singular [wedenas]. Ele também apresentou uma série de correspondências fonéticas regulares. Depois de um breve atraso inicial devido à perturbação causada pela Primeira Guerra Mundial, a decifração, a análise gramatical e a demonstração da filiação indo-europeia do hitita apresentadas por Hrozný foram rapidamente aceitas.

## Classificação
O hitita é uma das línguas anatólias. O hitita propriamente dito é conhecido de tabuletas cuneiformes e inscrições erigidas pelos reis hititas. Sabe-se hoje que a escrita conhecida como "hitita hieroglífica" foi usada para escrever a língua luvita, estreitamente relacionada, e não o próprio hitita. Tais hieroglifos foram utilizados no império hitita desde o século XIV ao IX a.C.. As línguas posteriores lício e lídio também são atestadas no território hitita. O lício descende do luvita. O lídio, por sua vez, é bastante distinto e não pode derivar do hitita nem do luvita. O palaico, também falado no território hitita, é atestado só em textos rituais citados em documentos hititas. O ramo anatólio também inclui o cário, o pisídio e o sidético.
Nas línguas hitita e luvita há muitas palavras emprestadas, particularmente vocabulário religioso, das línguas não-indo-europeias hurrita e hatita. O hatita foi a língua do hatitas, habitantes locais da terra de Hati antes de serem absorvidos ou deslocados pelo hititas. Os textos hititas sagrados e mágicos muitas vezes eram escritos em hatita, hurrita e acádio, mesmo após o hitita ter se tornado a norma para outros escritos.

## Sons
O hitita era escrito em uma forma adaptada da escrita cuneiforme mesopotâmia. Devido à natureza predominantemente silábica da escrita, é difícil apurar as propriedades fonéticas exatas de uma porção do conjunto de sons hitita. Contudo, as limitações da escrita silábica foram parcialmente superadas por meio da etimologia comparada e de um exame das convenções ortográficas hititas. Consequentemente, os eruditos conjeturaram que os seguintes fonemas pertencem à língua.

### Vogais
| Vogais  |          |         |           |
| Vogais  | Anterior | Central | Posterior |
| ------- | -------- | ------- | --------- |
| Fechada | i        |         | u         |
| Média   | e        |         |           |
| Aberta  |          | a       |           |

- Vogais longas aparecem como alternativas às suas vogais curtas correspondentes quando são assim condicionadas pelo acento.
- Vogais longas fonemicamente distintas ocorrem com pouca frequência.
- Todas as vogais podem ocorrer em início ou fim de palavra, exceto /e/.

### Consoantes
| Consoantes           | Bilabial | Alveolar | Palatal | Velar | Velar labializada | Laringeal |
| -------------------- | -------- | -------- | ------- | ----- | ----------------- | --------- |
| Oclusivas            | p b      | t d      |         | k g   | kʷ gʷ             |           |
| Nasais               | m        | n        |         |       |                   |           |
| Fricativas           |          | s        |         |       |                   | h₂, h₃    |
| Africadas            |          | ʦ        |         |       |                   |           |
| Líquidas, semivogais | w        | r, l     | j       |       |                   |           |

- A escrita cuneiforme, como empregada pelos escribas, não distinguia som, exceto em casos em que a grafia de oclusões surdas era geminada intervocalicamente.
- Todas as constritivas surdas e todas as sonantes afora /r/ aparecem em início de palavra. Isto acontece em todas as línguas anatólias.
- Em final de palavra, as seguintes tendências existem:
  - Entre as oclusivas, somente as sonoras aparecem em fim de palavra. /-d/, /-g/ são comuns, /-b/ rara.
  - /-s/ ocorre frequentemente; /-h₂/, /-h₃/, /-r/, /-l/, /-n/ menos; e /-m/ nunca.
  - As semivogais /w/, /j/ aparecem em ditongos com /a/, /aː/.

### Laringeais
O hitita conserva algumas características bastante arcaicas perdidas em outras línguas indo-europeias. Por exemplo, o hitita conservou duas de três laringeais (h2 e h3 em início de palavra). Estes sons, cuja existência tinha sido suposta por Ferdinand de Saussure com base em qualidade vocálica em outras línguas indo-europeias em 1879, não foram conservados como sons separados em nenhuma língua indo-europeia atestada até à descoberta do hitita. No hitita, este fonema é escrito como ḫ. O hitita, bem como a maior parte das outras línguas anatólias, diferencia-se neste aspecto de qualquer outra língua indo-europeia, e a descoberta de laringeais no hitita foi uma notável confirmação da hipótese de Saussure.
A preservação das laringais e a falta de qualquer evidência de que o hitita tenha compartilhado características gramaticais possuídas por outras línguas indo-europeias antigas levaram alguns filólogos a acreditar que as línguas anatólias se separaram das restantes do proto-indo-europeu muito antes das outras divisões da proto-língua. Alguns propuseram uma família ou superfamília linguística "indo-hitita", que incluiria as demais indo-europeias de um lado e as anatólias do outro. A vasta maioria dos eruditos continua a reconstruir um protoindo-europeu, mas todos acreditam que o anatólio foi o primeiro ramo indo-europeu a apartar-se.

## Gramática
Como uma das mais antigas línguas indo-europeias atestadas, o hitita é alvo de interesse basicamente porque carece de várias características gramaticais exibidas por outras línguas indo-europeias "antigas" como o lituano, o sânscrito e o grego.

### Morfologia
O sistema nominal hitita compõe-se dos seguintes casos: nominativo, vocativo, acusativo, genitivo, alativo, dativo-locativo, instrumental e ablativo. Porém, a história registrada certifica menos casos no plural do que no singular, e estágios posteriores da língua indicam uma perda de certos casos no singular também. O hitita tem dois gêneros gramaticais, comum e neutro, e dois números gramaticais, singular e plural.
Os verbos hititas flexionam-se segundo duas classes verbais gerais, a conjugação mi e a conjugação hi. Há duas vozes (ativa e médio-passiva), dois modos (indicativo e imperativo) e dois tempos (presente e pretérito). Adicionalmente, o sistema verbal possui duas formas infinitivas, um substantivo verbal, um supino e um particípio.

### Sintaxe
A sintaxe hitita contém uma característica notável típica das línguas anatólias. Geralmente o começo de uma oração ou sentença é composto ou de uma partícula que interliga sentenças, ou de outra maneira uma forma inicial ou tópica, à qual uma "cadeia" de clíticos de ordem invariável é acrescentada.